# Harp (tokkelinstrument)
De harp is een snaarinstrument, waarbij de snaren meestal met de vingers in trilling worden gebracht. De harp is als een cijfer 7 opgebouwd uit een langwerpige klankkast en een rechte of gewelfde hals, waartussen een groot aantal snaren gespannen is, van elkaar verschillend in lengte en dikte. Elke snaar brengt slechts één toon voort: hoe langer (en dikker) de snaar, hoe lager de toon. De einden van hals en klankkast, de kop en de voet, worden langs de laagste snaar geschraagd door de zuil, die kaarsrecht of sierlijk gebogen kan zijn. Door de hals heen steken de stemschroeven of stempennen, waaraan links de snaren bevestigd zijn, en rechts de kantig gesmede einden uitsteken om ze te kunnen stemmen.
Harpen bestaan al een paar duizend jaar. In de prehistorie gebruikten de mensen hun jachtbogen al als muziekinstrumenten, maar die hadden maar één snaar. Door verschillende bogen achter elkaar te zetten konden ze meerdere tonen maken. Later maakten ze boogharpen; bogen met meerdere snaren. De eerste 'echte' harpen zijn al van rond 3500 v.Chr. uit Egypte bekend.

## Geschiedenis
De Europese harp uit de Middeleeuwen was in wezen diatonisch, net als bijvoorbeeld een doedelzak, dat wil zeggen dat ze in één bepaalde toonladder gestemd werd. Met de komst van de Ars nova werd het gebruikelijker te muteren naar een fictief hexachord en dat betekende dat er soms verhogingen of verlagingen nodig waren. In de verdere ontwikkeling van de westerse muziek nam deze behoefte alleen maar toe. Oorspronkelijk moest de harpist dan onder het spelen met de vingers op een snaar drukken en dat was erg lastig. Al snel werden er een soort haakjes uitgevonden om dit probleem te verhelpen en uiteindelijk bouwde men zelfs dubbelharpen met twee stel snaren die onder een hoek met elkaar op de klankkast stonden. Het bespelen van zo'n instrument is echter niet eenvoudig. Daarmee dreigde de harp (net als de doedelzak) uit de muzikale boot te vallen.
Pas tijdens de 19e eeuw werd er een definitieve oplossing gevonden door Sébastien Erard; hij vond de dubbelpedaalharp uit, waarvoor hij in 1810 patent aanvroeg.

## Dubbel- en enkelpedaalharp
De pedaalharp heeft naast 46 of 47 snaren ook zeven pedalen, die elk drie standen hebben: los, halverwege ingetrapt of helemaal ingetrapt. De harp wordt gestemd in Ces, wat eigenlijk een ongebruikelijke toonsoort is, dus met de tonen Ces, Des, Es, Fes, Ges, As, Bes. Door een pedaal, bijvoorbeeld het F-pedaal, halverwege in te trappen worden alle Fes-snaren een halve toon verkort, zodat de harp in Ges klinkt: Ges, As, Bes, Ces, Des, Es, F. Zijn alle pedalen ingetrapt, dan klinkt de harp in C: C, D, E, F, G, A, B. Door nu de pedalen nog een stap verder in te trappen worden de snaren weer een halve toon verkort. De concertharp is een grote maat pedaalharp met 7 octaven. Deze hebben meer klank dan de kleinere harpen. De volgorde van de pedalen is van links naar rechts D, C, B || E, F, G, A.

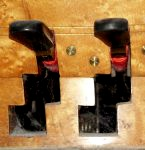
Detail van een harppedaal

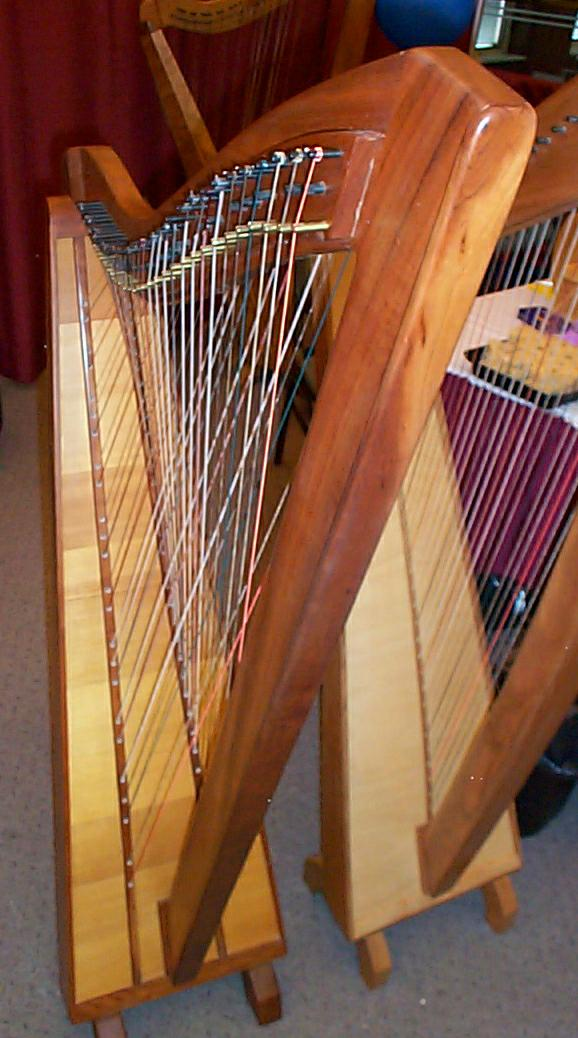
Kruislings besnaarde chromatische harp

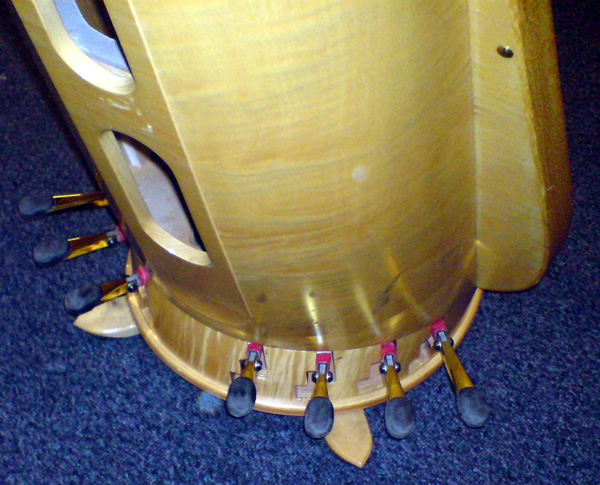
Pedalen van een harp

Deze werking kan soms beter begrepen worden door als begintoestand alle pedalen halverwege in te trappen. De harp klinkt dan in C: C, D, E, F, G, A, B. Staan er twee mollen bij de sleutel, dan worden de pedalen B en E gelost. De harp klinkt nu in Bes: Bes, C, D, Es, F, G, A. Staan er drie kruisen bij de sleutel, dan worden de pedalen F, C en G zo ver mogelijk ingetrapt. De harp klinkt nu in A: A, B, Cis, D, E, Fis, Gis, A.
Zodoende kan de harp worden bespeeld in iedere toonsoort, van zeven kruisen tot zeven mollen. De pedalen kunnen indien nodig ook tijdens het spelen worden bediend om de snaren te verstemmen.
Dankzij de pedalen was de harp een instrument geworden dat in het groeiende orkest van de 19e eeuw zijn partij mee kon blijven spelen.
Naast de dubbelpedaalharp bestaat er ook de enkelpedaalharp. Dit is een harp die net als de dubbelpedaalharp zeven pedalen heeft, maar elk met twee standen in plaats van drie. Deze harp is normaal in Es gestemd: Es, F, G, As, Bes, C, D, Es. De enkelpedaalharp wordt minder vaak bespeeld, maar is wel goedkoper dan de dubbelpedaalharp. In sommige landen wordt ze volksharp (Folk harp, Volksharfe) genoemd. De Tiroolse volksharp heeft een opvallend gebogen klankkast; de pedalen zijn van hout.
Omdat een harp een vrij groot aantal snaren heeft, is men de snaren kleuren gaan geven om makkelijker te zien waar welke toon zit. Er zijn drie kleuren:
- Rood: alle snaren die rood zijn gekleurd, zijn C-snaar.
- Blauw/Paars/Zwart: alle snaren die blauw, paars of zwart zijn gekleurd[1], zijn F-snaar.
- Wit: de andere snaren.

## Haakjesharp
Naast een pedaalharp (concertharp) bespeelt men nog de haakjesharp, ook wel Keltische harp genoemd. Deze harp heeft rond de 34 snaren (iets minder dan vijf octaven) en is iets kleiner dan de pedaalharp. Deze harp is meestal gestemd in Es: Es, F, G, As, Bes, C, D. In plaats van pedalen heeft deze harp haakjes boven de snaren, waarmee je een snaar een stukje korter kan maken. Hierdoor wordt de toon met een halve afstand verhoogd (bijvoorbeeld van As naar A). De haakjes worden bediend met hefboompjes of klepjes, daarom wordt deze harp ook wel klepjesharp genoemd, maar het heeft in principe gewoon dezelfde betekenis. Doordat elke snaar maar één haakje heeft (terwijl een pedaal een snaar twee keer kan verkorten), kan er gespeeld worden in toonsoorten van Es (drie mollen) tot E (vier kruisen). Elke snaar heeft een eigen haakje, zodat er bij wisselingen van één voorteken - kruis of mol - toch meer haakjes omgezet moeten worden. Onder het spelen is dit erg lastig en haakjesharpen worden dan ook vooral bespeeld in de volksmuziek (bijvoorbeeld Ierse muziek), die steeds op diatonische principes gebaseerd is. De haakjesharp is ook populair als studie-instrument. Bij een pedaalharp worden met een enkele pedaalbeweging alle gelijknamige snaren verkort of verlengd en dat maakt het mogelijk sterk modulerende muziek te spelen. De haakjesharp wordt ook wel gezien als de harp voor beginners, omdat het in het begin al lastig genoeg is om de snaren uit elkaar te houden.

## Elektrische harp
Sinds de jaren negentig pioniert harpbouwer Camac op het gebied van de elektrisch versterkte harp. Bij een elektrische of elektro-akoestische harp worden alle snaren afzonderlijk door middel van een piëzo-element versterkt. Dit is noodzakelijk bij optredens op grote podia en wordt bijvoorbeeld gebruikt bij genres als jazzharp, bluesharp en harprock. Een elektro-akoestische harp kan ook akoestisch worden gespeeld, in tegenstelling tot een volledig elektrische harp. Bekende harpbouwers die tegenwoordig elektrische of elektro-akoestische harpen fabriceren zijn naast Camac ook Lyon & Healy en Salvi.

## Technieken
Er zijn verschillende soorten speeltechnieken:
- Arpeggio: je plaatst je vingers in een akkoord (verschillende tonen tegelijk) en je speelt ze heel snel een voor een. Dit is iets typisch voor de harp; de naam van de techniek is van de naam van het instrument afgeleid.
- Glissando: je speelt met één vinger een of meerdere toonladders, je glijdt met je vinger langs de snaren. Dat kan van boven naar beneden of van beneden naar boven.
- Près de la table: je speelt tegen de klankkast aan. Zo lijkt de klank een beetje op die van een gitaar.
- Flageolet, je plaatst je wijsvinger op de helft van de snaar en je speelt met je duim, zo klinkt de noot een octaaf hoger en komt hij veel doffer over. In de linkerhand plaatst men meestal de zijkant van de handpalm tegen de snaar, in de rechterhand het vingerkootje van de middelvinger tenzij anders aangegeven.
- Roffelen op de klankkast: deze extended technique wordt weinig gebruikt. De componist Bernard Andrès gebruikt deze techniek bijvoorbeeld in La Ragazza, waarin heel veel verschillende technieken worden gebruikt. Ook Dieter Dewilde past deze techniek toe in 'Fire'.
- Bas dans les cordes: je speelt dicht tegen de klankkast, op ongeveer driekwart lengte van de snaar (normaal gezien: op de helft.) Zo gaat de snaar metaalachtiger klinken.
- Sommige componisten geven ook aan dat je met de nagel moet spelen. Dit kan met de buitenkant van je nagel zijn (voor glissando's), maar ook met de binnenkant, naar de palm toe. Hiervoor is wat oefening vereist, omdat deze techniek meer precisie in het plaatsen vereist en soms een beetje pijn kan doen. Je hebt ook ringetjes voor je vinger daarvoor. daardoor gaan de vingers minder snel open.
- Met een houten of metalen stok. In Bartóks Concerto for Orchestra, deel 1 maat 438 Harp II: 'near the soundboard with an appropriately shaped wooden (if possible metal) stick'. Hiervoor wordt wel de stemsleutel gebruikt.

## Een symbool van Ierland

Wapen van Ierland

De Keltische harp, goud met zilveren snaren op een azuurblauwe achtergrond, wordt gebruikt als het politieke symbool voor Ierland. Het werd gebruikt om Ierland te symboliseren in de koninklijke standaard van koning Jacobus I van Schotland, Engeland en Ierland in 1603 en wordt sindsdien gebruikt op alle Engelse, Britse en gerelateerde koninklijke standaarden, alhoewel de stijl van de harp nog weleens veranderde.
Het onafhankelijke Ierland bleef de harp als staatssymbool gebruiken (Great Seal of the Irish Free State en Great Seal of Ireland). Het symbool wordt gebruikt in het wapen van het land en op de Presidentiële Standaard. Het bekende Ierse bier Guinness gebruikt de Keltische harp in het logo van het bedrijf, maar in spiegelbeeld, en er wordt een bier gebrouwen dat Harp Lager heet. De harp staat afgebeeld op de Ierse euromunten. De Ierse luchtvaartmaatschappij Ryanair gebruikt eveneens een harp in haar logo.

## Bekende harpisten en harpistes
- Nicolas Bochsa (1789-1856)
- Alphonse Hasselmans (1845-1912)
- Jean-Baptiste Krumpholtz (1742-1790)
- Jean Henri Naderman (1735-1799)
- François Joseph Naderman (1781-1835)

20e & 21e eeuw
- Vera Badings
- Phia Berkhout (1909-1993)
- Moya Brennan
- Annie Challan (1940)
- Osian Ellis (1928–2021)
- Órla Fallon
- Catrin Finch (1980)
- Deborah Henson-Conant (elektrische harp)
- Ursula Holliger (1937-2014)
- Pierre Jamet (1893-1991)
- Remy van Kesteren
- Iris Kroes
- Lily Laskine (1893-1988)
- Anneleen Lenaerts
- Xavier de Maistre (1973)
- Loreena McKennitt
- Lavinia Meijer
- Joanna Newsom
- Janne-Minke Nijp
- Anna-Maria Ravnopolska-Dean
- Carlos Salzedo (1885-1961)
- Anton Sie
- Marianne Smit
- Rosa Spier (1891-1967)
- Alan Stivell
- Ernestine Stoop
- Tatjana Tauer (1945-1994)
- Marcel Tournier (1879-1951)
- Anne Vanschothorst
- Andreas Vollenweider (1953)
- Erika Waardenburg (1954)
- Gwyneth Wentink
- Edward Witsenburg
- Nicanor Zabaleta (1907-1993)
- Stefica Zuzek
- Ekaterina Levental
- Fabienne Erni (1993)
- Jenny Diehl
- Fabienne Kirschke
- Fanny Herbst

## Museum
In de Italiaanse plaats Piasco bevindt zich het enige museum ter wereld dat aan harpen is gewijd.

## Trivia
- Een door Santiago Calatrava ontworpen brug bij Nieuw-Vennep in de Haarlemmermeer is Harp genoemd. De tuien van de brug hebben de inspiratie gegeven voor deze naam. Twee andere bruggen van deze architect in de Haarlemmermeer hebben ook namen van een tokkelinstrument: Citer en Luit.
- In de watersport noemt men een harpsluiting ook wel een harpje.